# Ville-sur-Saulx
Ville-sur-Saulx est une commune française située dans le département de la Meuse, en région Grand Est. Elle appartient au canton d'Ancerville et à l'arrondissement de Bar-le-Duc.

## Géographie
Le territoire de la commune est limitrophe de quatre communes. 
|                   | Trémont-sur-Saulx |                    |
| L'Isle-en-Rigault | Ville-sur-Saulx   | Brillon-en-Barrois |
|                   | Saudrupt          |                    |

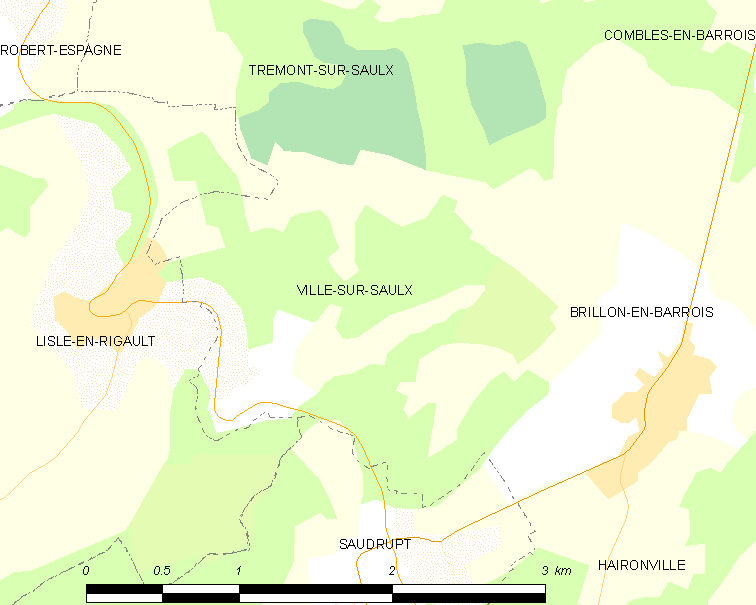
Carte de la commune.
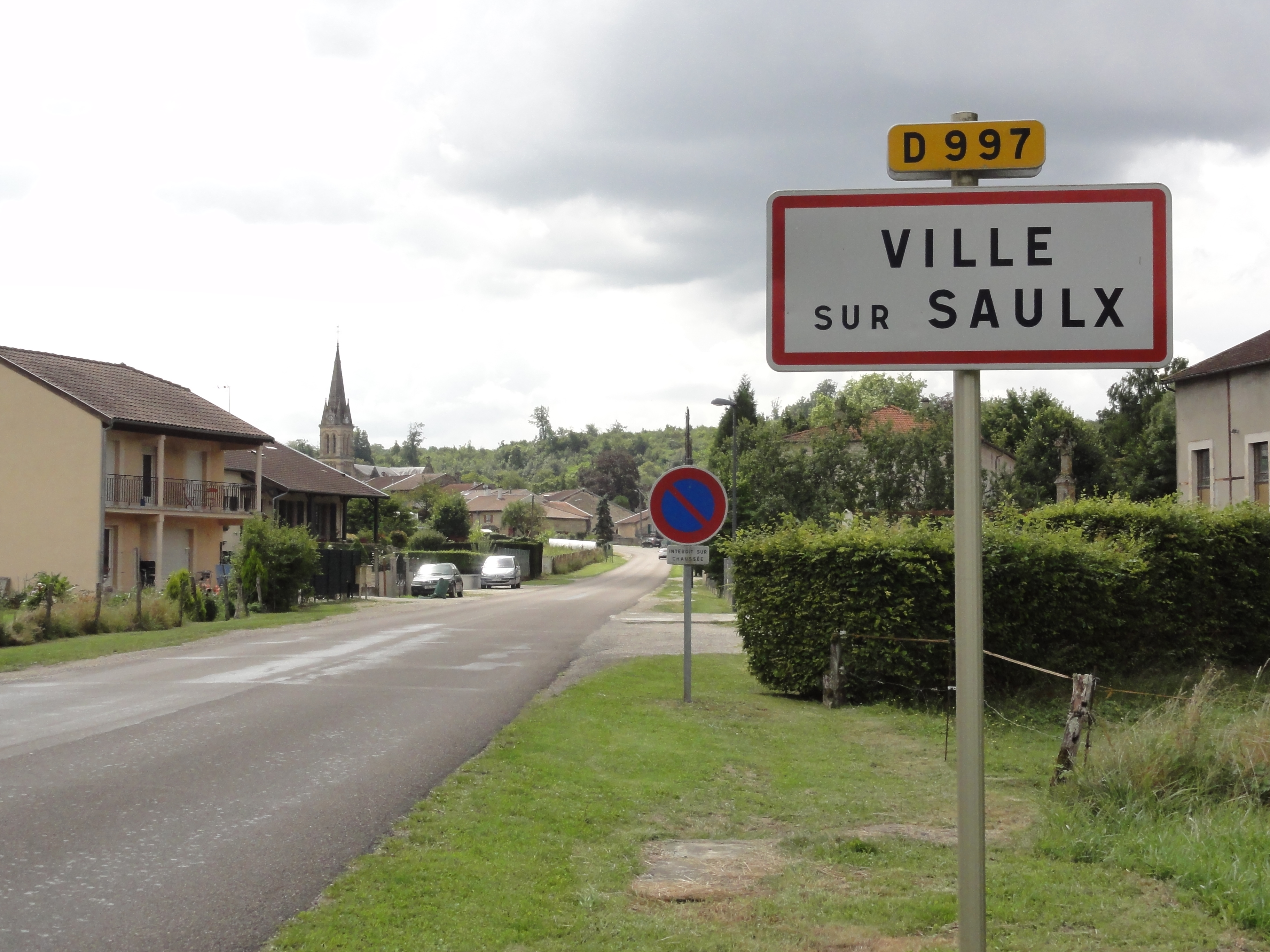
Entrée de l'agglomération.
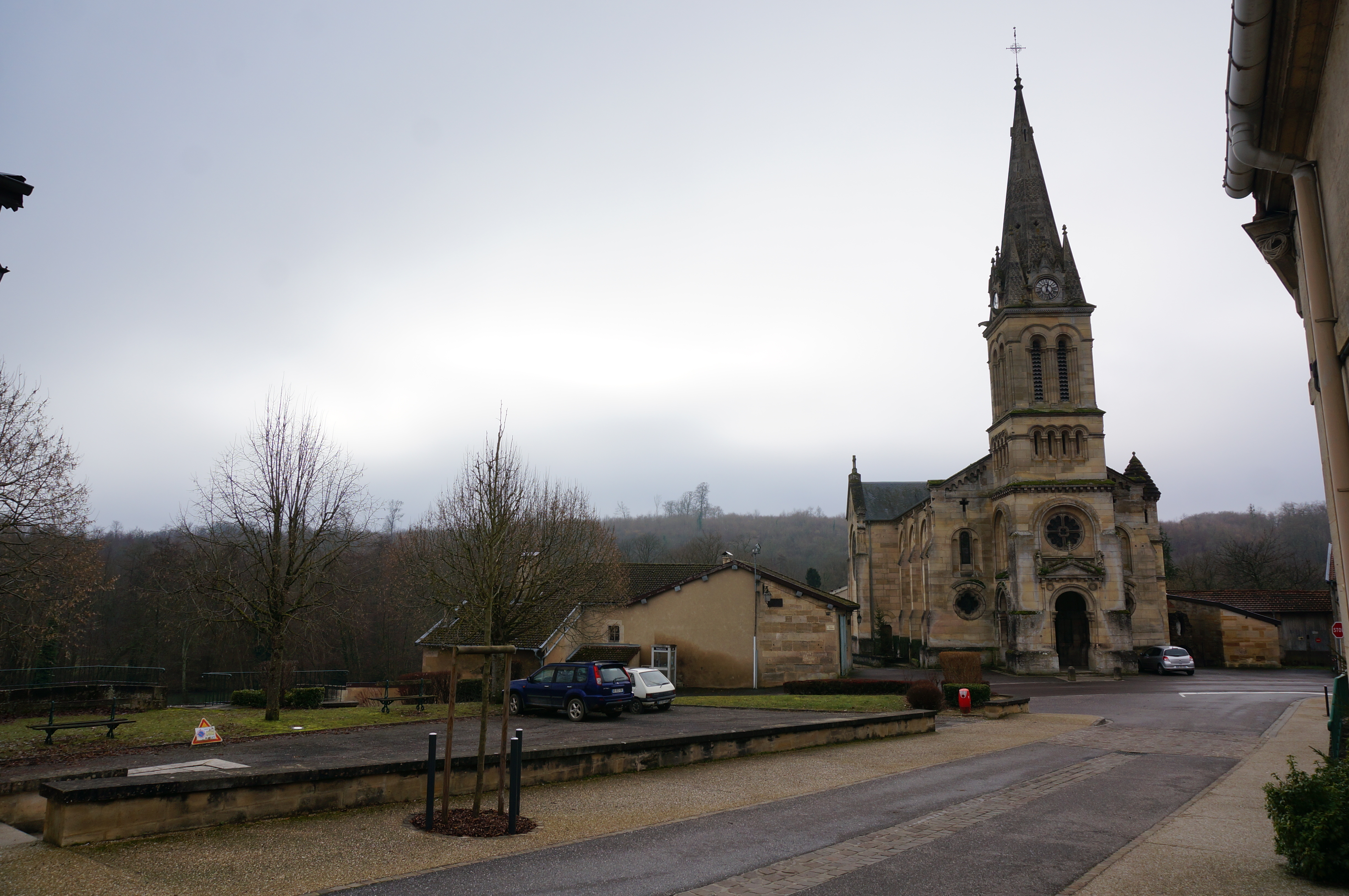
La rue de la Mairie à l'église, vue sur la vallée de la Saulx.
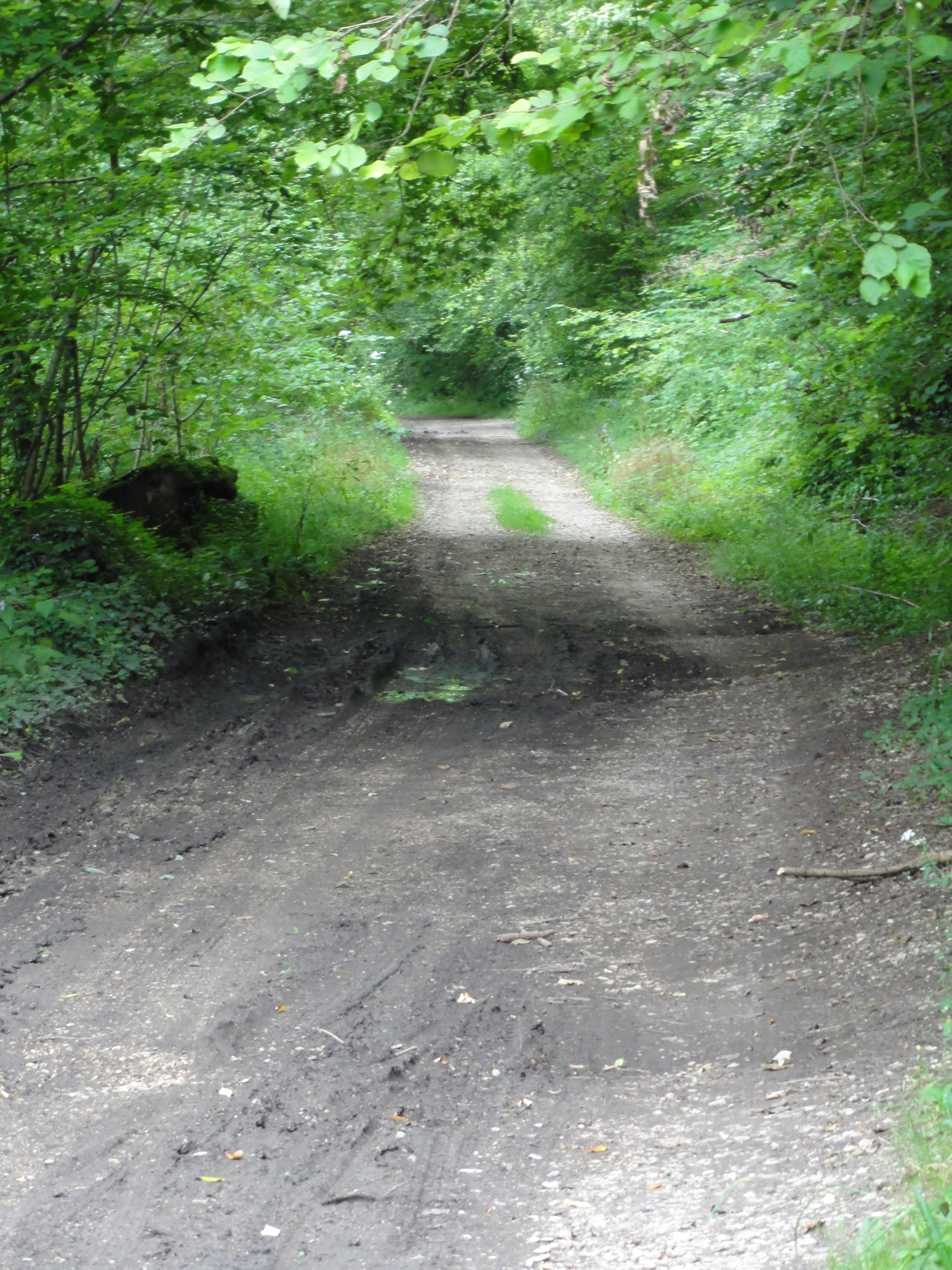
Ancien chemin de fer.

Le village fait partie de la Vallée de la Saulx.

### Hydrographie
La commune est dans la région hydrographique « la Seine de sa source au confluent de l'Oise (exclu) » au sein du bassin Seine-Normandie. Elle est drainée par la Saulx,.
La Saulx, d'une longueur de 115 km, prend sa source dans la commune de Germay et se jette  dans la Marne à Vitry-le-François, après avoir traversé 39 communes. 

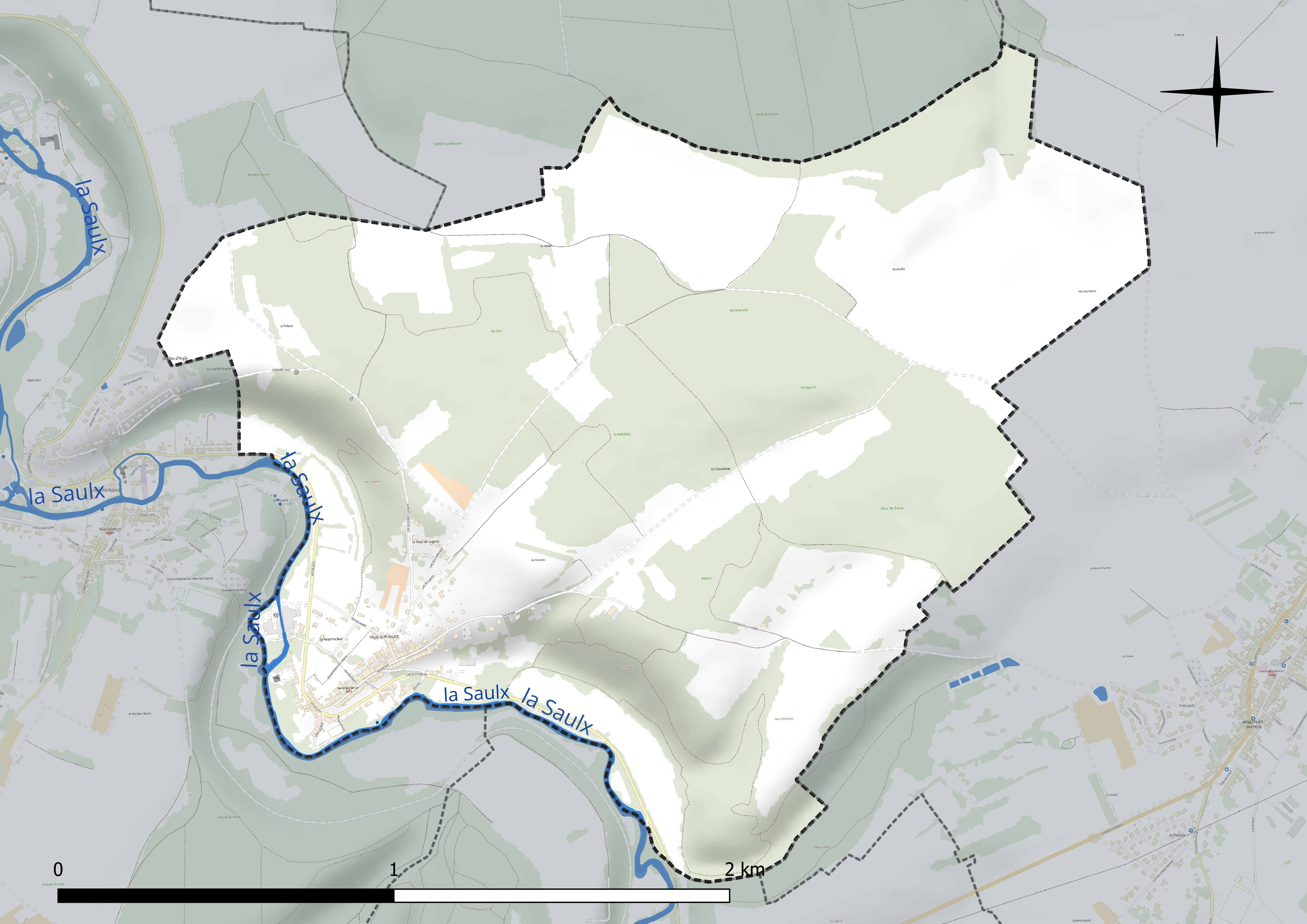
Réseau hydrographique de Ville-sur-Saulx.

### Climat
Pour des articles plus généraux, voir Climat du Grand Est et Climat de la Meuse.
En 2010, le climat de la commune est de type climat de montagne, selon une étude du Centre national de la recherche scientifique s'appuyant sur une série de données couvrant la période 1971-2000. En 2020, Météo-France publie une typologie des climats de la France métropolitaine dans laquelle la commune est exposée à un climat océanique altéré et est dans la région climatique  Lorraine, plateau de Langres, Morvan, caractérisée par un hiver rude (1,5 °C), des vents modérés et des brouillards fréquents en automne et hiver. 
Pour la période 1971-2000, la température annuelle moyenne est de 10 °C, avec une amplitude thermique annuelle de 15,7 °C. Le cumul annuel moyen de précipitations est de 986 mm, avec 13,8 jours de précipitations en janvier et 9,5 jours en juillet. Pour la période 1991-2020, la température moyenne annuelle observée sur la station météorologique de Météo-France la plus proche, « Vassincourt », sur la commune de Vassincourt à 10 km à vol d'oiseau, est de 11,4 °C et le cumul annuel moyen de précipitations est de 871,0 mm. 
La température maximale relevée sur cette station est de 41,7 °C, atteinte le 24 juillet 2019 ; la température minimale est de −17,4 °C, atteinte le 20 décembre 2009,,. 
Les paramètres climatiques de la commune ont été estimés pour le milieu du siècle (2041-2070) selon différents scénarios d'émission de gaz à effet de serre à partir des nouvelles projections climatiques de référence DRIAS-2020. Ils sont consultables sur un site dédié publié par Météo-France en novembre 2022.

## Urbanisme

### Typologie
Au 1er janvier 2024, Ville-sur-Saulx est catégorisée commune rurale à habitat dispersé, selon la nouvelle grille communale de densité à sept niveaux définie par l'Insee en 2022.
Elle est située hors unité urbaine. Par ailleurs la commune fait partie de l'aire d'attraction de Bar-le-Duc, dont elle est une commune de la couronne,. Cette aire, qui regroupe 86 communes, est catégorisée dans les aires de 50 000 à moins de 200 000 habitants,.

### Occupation des sols
L'occupation des sols de la commune, telle qu'elle ressort de la base de données européenne d’occupation biophysique des sols Corine Land Cover (CLC), est marquée par l'importance des territoires agricoles (51,5 % en 2018), en augmentation par rapport à 1990 (48,4 %). La répartition détaillée en 2018 est la suivante : 
forêts (48,4 %), terres arables (38,3 %), zones agricoles hétérogènes (10,1 %), prairies (3,1 %), zones urbanisées (0,1 %). L'évolution de l’occupation des sols de la commune et de ses infrastructures peut être observée sur les différentes représentations cartographiques du territoire : la carte de Cassini (XVIIIe siècle), la carte d'état-major (1820-1866) et les cartes ou photos aériennes de l'IGN pour la période actuelle (1950 à aujourd'hui).

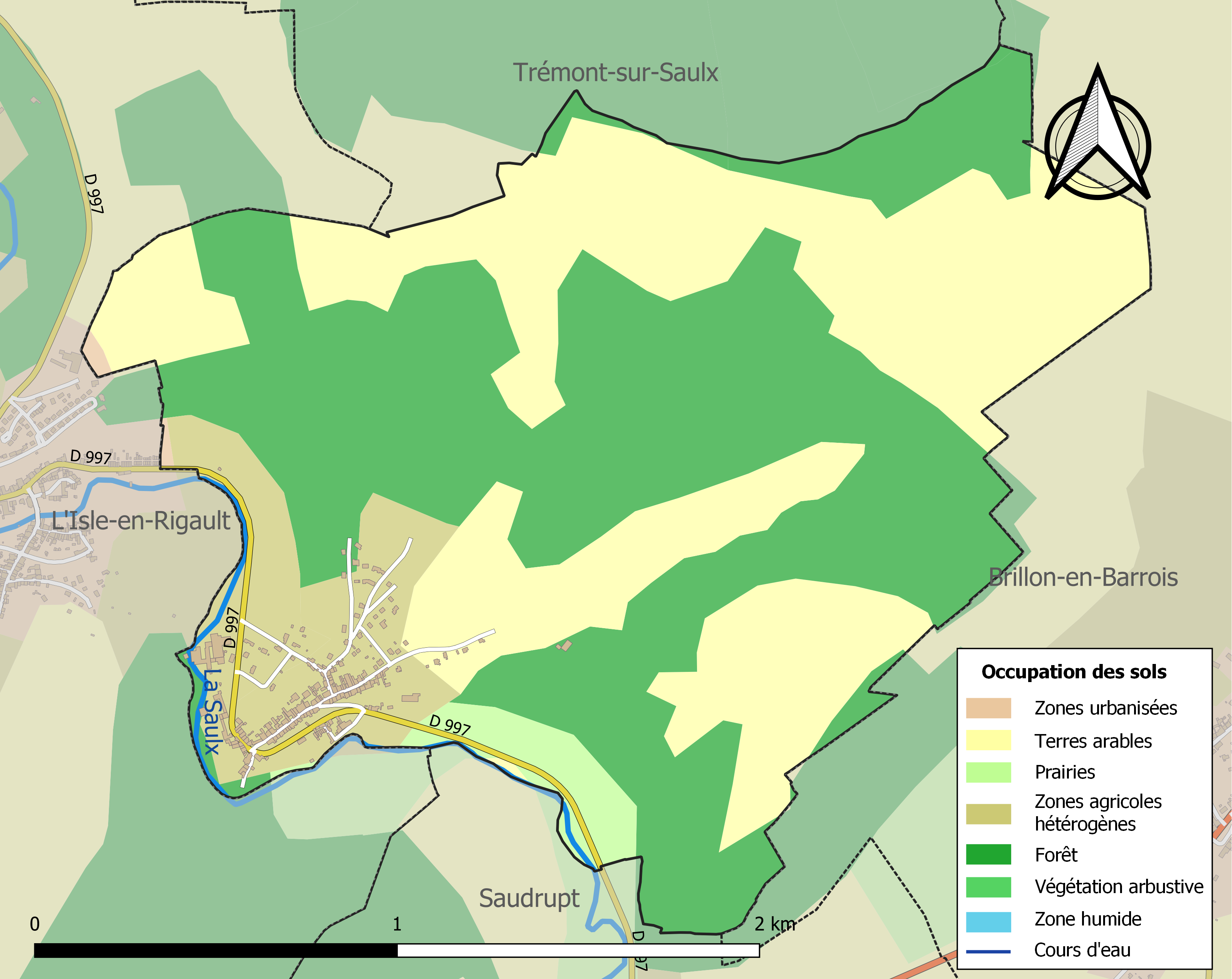
Carte des infrastructures et de l'occupation des sols de la commune en 2018 (CLC).

## Toponymie
Cité en 1002, sous la forme « Villercel », puis en 1177 sous le nom  villa, mot qui s’applique alors à une grande ferme ou à un domaine. Son nom est devenu « Villa super Saut » en 1230[réf. nécessaire].
La Saulx est une rivière française. Affluent droit de la Marne et donc sous-affluent de la Seine.

## Histoire
La terre appartenait au XIVe à Jacques d'Autriche, qui la vendit à Henri, comte de Bar. Mentionnée en 1212, la seigneurie fut achetée au XVIe par Gilles de Trèves, doyen de la collégiale de Bar-le-Duc, fondateur du collège de Bar. Affranchi en 1336 par Jean, fils du comte de Sarrebrück. Jadis : Barrois, bailliage de Bar-le-Duc, diocèse de Toul. Patrie du général Jean-Baptiste Broussier (1766-1814), comte d'Empire, de Nicolas Broussier (1774-1850), baron d'Empire, de Nicolas François (1767-1825) qui, d'humble cordonnier, devint poète. Anciennes activités : papeterie, moulin, carrières pour pierre de taille connue comme pierre de Brillon.

## Enseignement

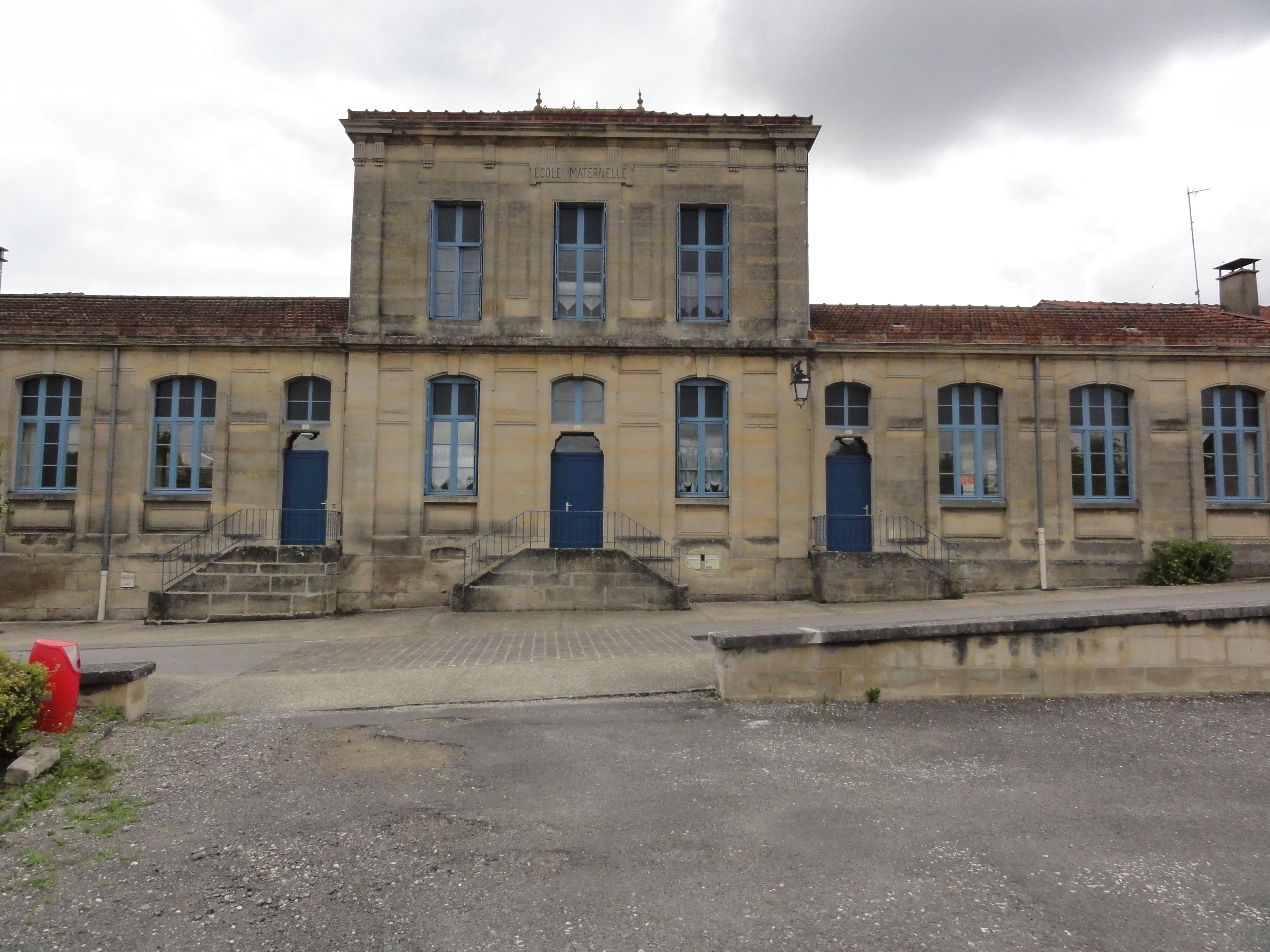
L'école

## Politique et administration
| Période                                  | Période   | Identité              | Étiquette | Qualité |
| ---------------------------------------- | --------- | --------------------- | --------- | ------- |
| Les données manquantes sont à compléter. |           |                       |           |         |
| mars 2001                                | mars 2008 | Monique Gillet        |           |         |
| mars 2008                                | En cours  | Dominique Grandpierre |           |         |

## Population et société

### Démographie
L'évolution du nombre d'habitants est connue à travers les recensements de la population effectués dans la commune depuis 1793. Pour les communes de moins de 10 000 habitants, une enquête de recensement portant sur toute la population est réalisée tous les cinq ans, les populations de référence des années intermédiaires étant quant à elles estimées par interpolation ou extrapolation. Pour la commune, le premier recensement exhaustif entrant dans le cadre du nouveau dispositif a été réalisé en 2005.

En 2022, la commune comptait 278 habitants, en évolution de −3,81 % par rapport à 2016 (Meuse : −4,4 %, France hors Mayotte : +2,11 %).
| 1793 | 1800 | 1806 | 1821 | 1831 | 1836 | 1841 | 1846 | 1851 |
| ---- | ---- | ---- | ---- | ---- | ---- | ---- | ---- | ---- |
| 402  | 313  | 358  | 385  | 445  | 466  | 518  | 562  | 544  |

| 1856 | 1861 | 1866 | 1872 | 1876 | 1881 | 1886 | 1891 | 1896 |
| ---- | ---- | ---- | ---- | ---- | ---- | ---- | ---- | ---- |
| 514  | 505  | 444  | 413  | 382  | 395  | 399  | 381  | 402  |

| 1901 | 1906 | 1911 | 1921 | 1926 | 1931 | 1936 | 1946 | 1954 |
| ---- | ---- | ---- | ---- | ---- | ---- | ---- | ---- | ---- |
| 368  | 330  | 353  | 317  | 308  | 341  | 331  | 316  | 315  |

| 1962 | 1968 | 1975 | 1982 | 1990 | 1999 | 2005 | 2006 | 2010 |
| ---- | ---- | ---- | ---- | ---- | ---- | ---- | ---- | ---- |
| 324  | 311  | 307  | 295  | 318  | 305  | 300  | 302  | 308  |

| 2015 | 2020 | 2022 | - | - | - | - | - | - |
| ---- | ---- | ---- | - | - | - | - | - | - |
| 289  | 277  | 278  | - | - | - | - | - | - |

## Culture locale et patrimoine

### Lieux et monuments
- Le Château de Trèves - 1533, remanié XVIIIe et XIXe (IMH) : logis carré flanqué d'échauguettes d'angle, haut toit d'ardoise à lucarnes, tour-porche, dépendances, colombiers, parc (également sur Lisle-en-Rigault).
- Le Pigeonnier avec cadran solaire.
- L'Ancienne maison-fief de madame d'Alençon.
- Les Maisons XVIIe au XIXe.
- La Porte Louis XIII.
- Le Pont suspendu à colonnes en fonte cannelée.
- L'Ancienne papeterie datant du XIVe.
- L'église Saints-Pierre-et-Paul de Ville-sur-Saulx XIIIe, agrandie XVIe, détruite en 1868, reconstruite 1869/1873.
- Le Jardin Gilles de Trèves, labellisé « jardin remarquable ».

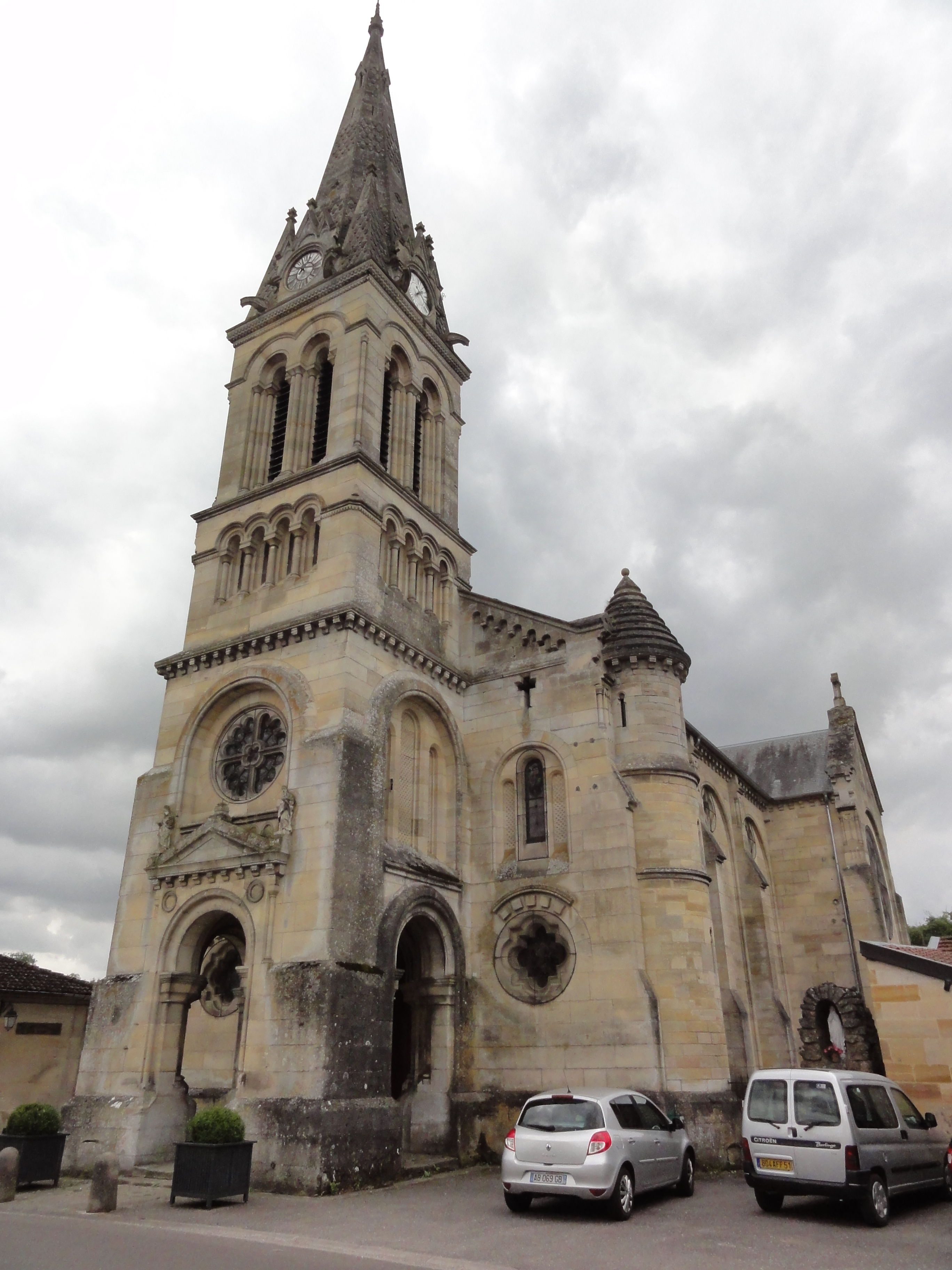
L'église Saints-Pierre-et-Paul de Ville-sur-Saulx
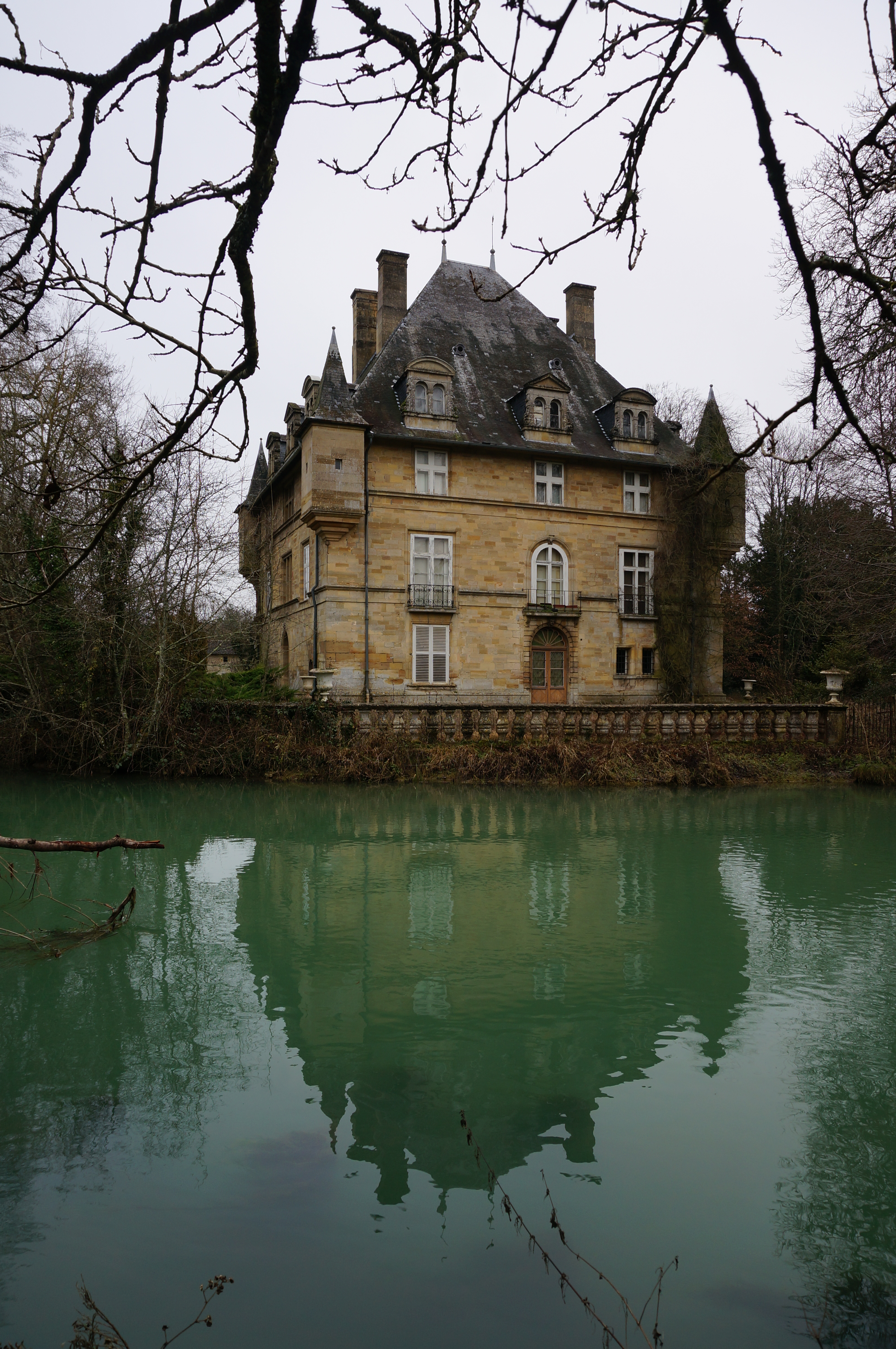
Château de Trèves.
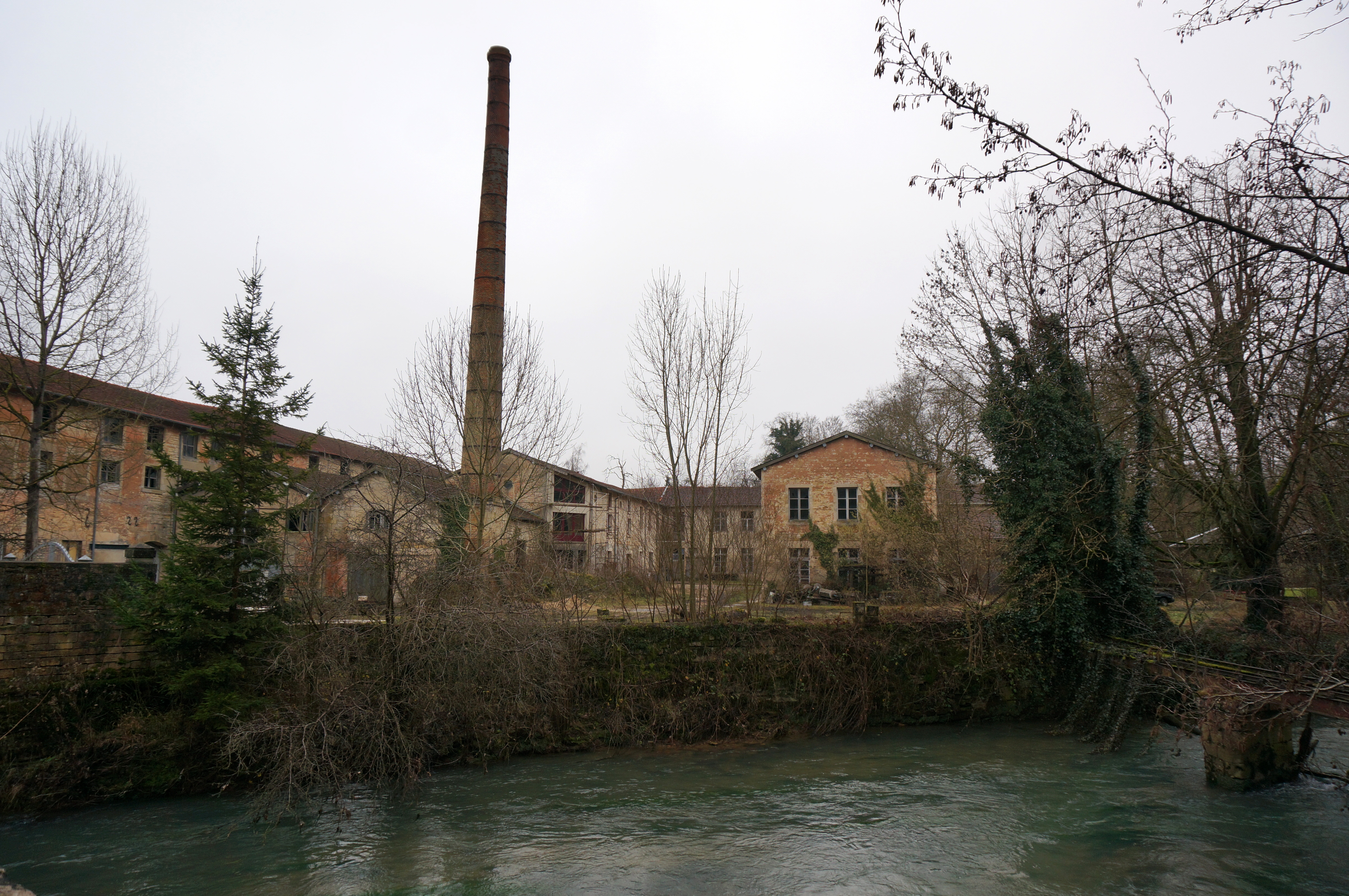
Papeterie sur la Saulx.
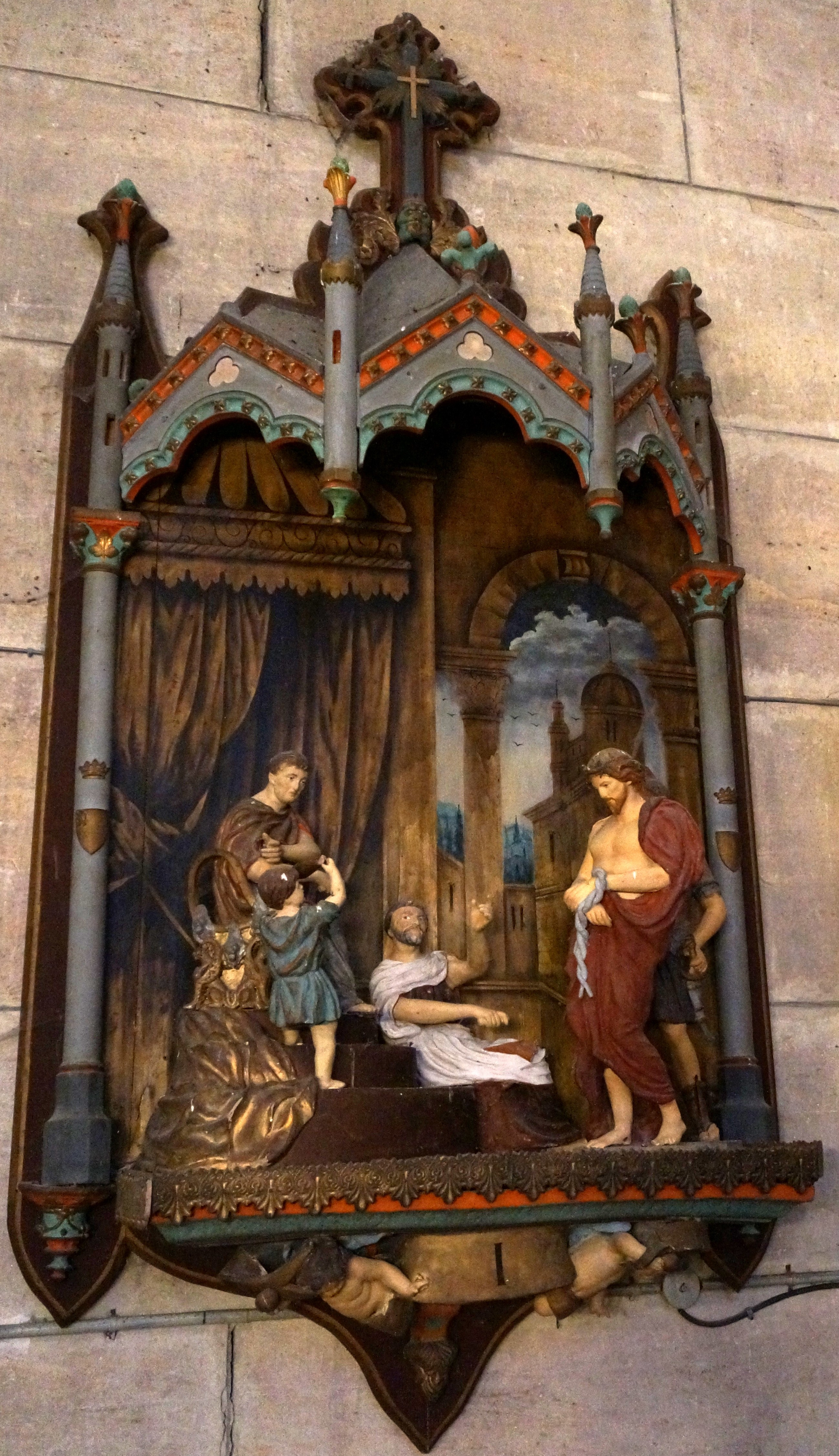
Chemin de croix de l'église.
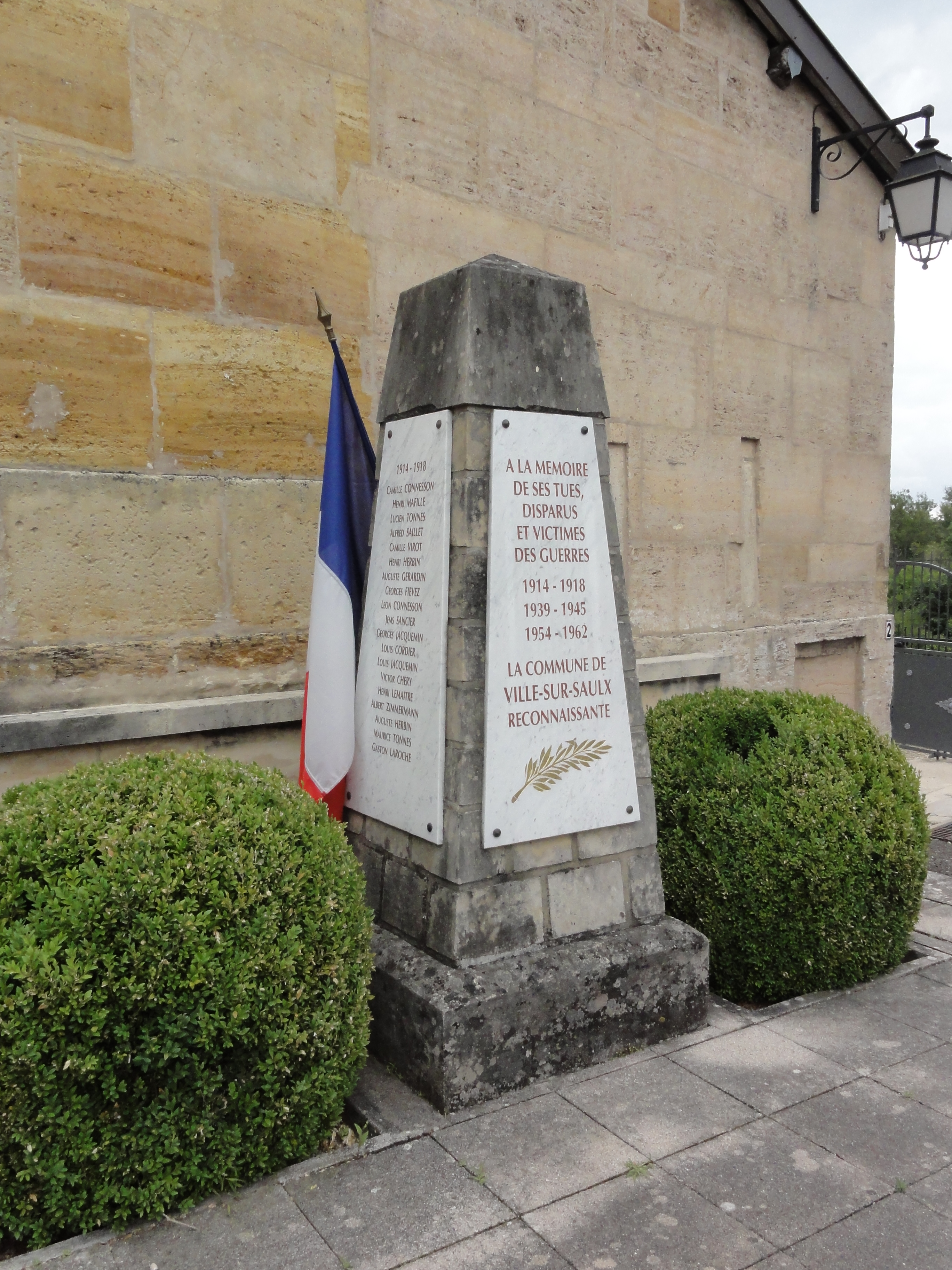
Monument aux morts.

### Personnalités liées à la commune
- Gilles de Trèves, doyen de la collégiale Saint-Maxe, fit construire à Bar-le-Duc un collège qui porte aujourd'hui son nom. Seigneur de Ville-sur-Saulx, il y fit bâtir le château et aménager le parc sur les bords de la Saulx.
- La famille de Paul Claudel fit en 1893 l’acquisition du château de Ville-sur-Saulx ; le poète y écrit son Partage de midi.
- Jean-Baptiste Broussier (1766-1814), général des armées de la République et de l'Empire, nom gravé sous l'Arc de Triomphe, son cœur reposant en l'église du village.
- Laurent Stocker, comédien (né en 1973 à Saint Dizier), a passé son enfance à Ville-sur-Saulx.

### Héraldique
| Blason de Ville-sur-Saulx | Blason  | Fuselé, chaque fusée coupée de gueules et d'argent, et brochant sur le tout, au chevron ondé versé la pointe en cœur, accompagné en pointe de deux étoiles d'or. Ornements extérieursSoutien sous l'écu : une fleur de tulipier, en plan, d'or, aux 3 sépales de sinople, accompagnée de 2 pics de carriers d'or également aux manches de tanné, posés hauts, celui de dextre en bande, celui de senestre en barre. |
| Blason de Ville-sur-Saulx | Détails | - Le chevron renversé dessine la lettre V ; ondé et de sinople (vert) il évoque la Saulx avec sa couleur caractéristique et ainsi le toponyme de la commune VILLE sur SAULX. - Les triangles de gueules (rouge) formés par les fusées coupées, dressent les morceaux de faux qui étaient utilisés jadis pour couper les chiffons servant à la fabrication du papier dans les moulins à pilons fonctionnant dans la cité dès le XIVe siècle. - Ceux renversés d'argent ont le profil des coins de bois qui permettaient de décoller les blocs de pierre dans les carrières de Ville sur Saulx, une activité florissante dans le passé, soulignée également par les pics de carriers. Elle a permis l'édification d'un ensemble architectural remarquable : le village sur un éperon dominant la Saulx avec ses maisons du XVIIe au XIXe siècle, l'église Saint Pierre et Paul de 1873, le château, la maison forte de Mme d'Alençon, la porte LOUIS XIII. - La fleur de tulipier est celle du tulipier de Virginie du parc du château ; elle représente la riche collection de plantes, d'arbres en particulier, de ce parc. - Les triangles -bien qu’isocèles - évoquent également celui (bien qu’équilatéral) des armes de Gilles de Trèves (a) seigneur du lieu et constructeur du château.Les armes de Gilles de Trèves seraient : D'argent (ou d'or) à un triangle de gueules accompagné de trois croissants d'azur.. - Les généraux du 1er empire, Jean-Baptiste Broussier (1766-1814), de Nicolas Broussier (1774-1850), cousins et tous deux nés à Ville sur Saulx sont évoqués par les deux étoiles d'or. Création de Robert André Louis et adoptée le 10 mai 2021, Monsieur Didier Ménétrier étant maire. |